# 베르나르두 1세
베르나르두 1세(Bernardo I)는 콩고 왕국의 마니콩고이다.

## 같이 보기
- 콩고 왕국